# Aniela Milewska

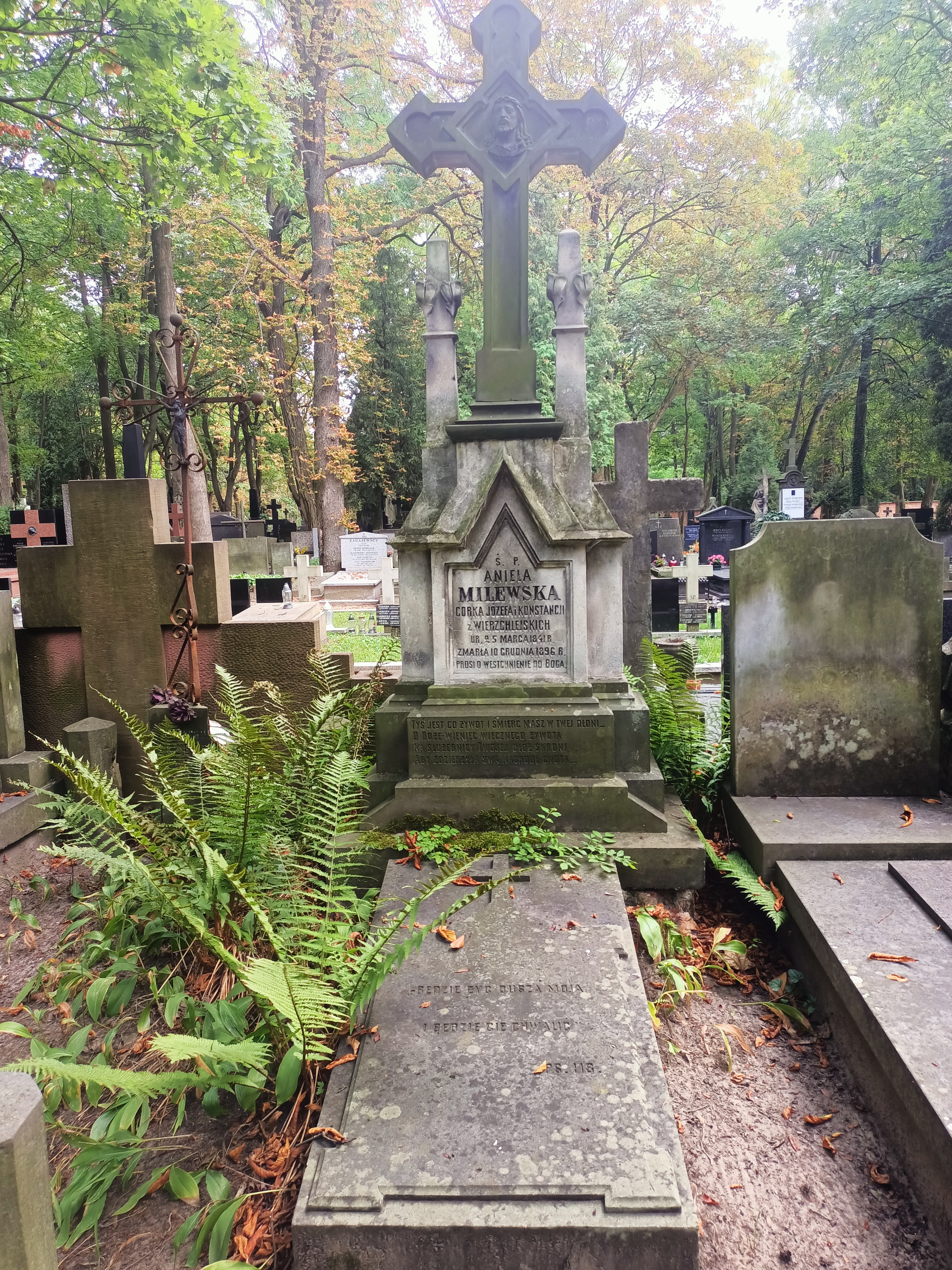
Grób Anieli Milewskiej na Cmentarzu Powązkowskim

Aniela Milewska, wł. Aniela Zuzanna Eufrozyna Maria Milewska (ur. 25 marca 1841 w Mikorzynie, zm. 10 grudnia 1896 w Warszawie) – polska publicystka, powieścio- i dramatopisarka działająca w epoce pozytywizmu.

## Życiorys
Córka ziemianina Józefa Milewskiego (1800–1875) i Konstancji Klementyny Wierzchleyskiej z Gaszyna h. Berszten II (1815–1890). Mikorzyn w powiecie konińskim, gdzie przyszła na świat, pełnił w ówczesnych czasach funkcję centrum kulturalno-towarzyskiego.
Dzięki wychowaniu domowym uzyskała staranne wykształcenie. Posługiwała się językiem francuskim i niemieckim, fascynowały ją prawo i filozofia. W jej dorobku jest ponad 10 powieści, kilka dramatów, liczne opowiadania i nowele oraz nieliczne wiersze.
Podczas powstania styczniowego, w które rodzina Milewskich była zaangażowana, Aniela pielęgnowała rannych w szpitalu. Jej brat Celestyn Milewski w wieku 20 lat zginął w bitwie pod Nową Wsią (luty 1863 roku). Wątki te znalazły odzwierciedlenie w późniejszej twórczości Milewskiej.
Od 1873 roku Aniela Milewska całkowicie poświęciła się pisarstwu. Dużo czasu spędzała w Warszawie, odbywała liczne podróże zagraniczne (Austria, Włochy).
Zwolenniczka popularnej wówczas pracy u podstaw, jednak w swojej twórczości wyrażała sceptycyzm do niektórych elementów programu warszawskich pozytywistów. Uważała, że człowiekowi wieku XIX potrzebna jest nie tylko nauka, ale głęboka wiara, która może uchronić go od pokusy postępowania niegodziwego. Przychylnie patrzyła jednak a kwestię emancypacji kobiet, czego wyraz można spotkać choćby w powieści Studentka z 1896 roku.
Popularna w Królestwie Polskim i w Wielkim Księstwie Poznańskim, choć jej twórczość pisarska jest rozproszona w czasopismach z epoki i niemal zapomniana. W twórczości używała także pseudonimów: Milana, Ślepowron, An...Mil..., Aniela M., An.
Pochowana na cm. Powązkowskim w Warszawie (kwatera 185, rząd 4, miejsce 12).

## Twórczość
| - 1871 Matka artysty - 1873 Anna - 1877 Pan Władysław - 1878 Zygmunt - 1881 Rozstajne drogi - 1882 Pamiętnik Garbuska - 1882 Złote Ziarna z pól ojczystych - 1884 Wojna Szwedzka - 1886 Sieroca dola - 1886 Na tle małego miasteczka |